# Jean-Baptiste Blanchet
Pour les articles homonymes, voir Blanchet.
Jean-Baptiste Blanchet est un avocat et homme politique fédéral québécois né le 10 novembre 1842 à Saint-Pie et décédé le 31 août 1904.

## Biographie
Jean-Baptiste Blanchet esst né à Saint-Pie le 10 novembre 1852 et est baptisé le même jour à Saint-Damase dans le Canada-Est. Il est le fils d'Alexandre Blanchet et d'Angélique Lemay. Le 22 novembre 1887, il épouse Agnès Logan à Saint-Hyacinthe. Blanchet devient avocat, et entame une carrière politique en devenant conseiller municipal de Saint-Hyacinthe. Il fait son entrée à la Chambre des communes en devenant député du Parti libéral du Canada dans la circonscription de Saint-Hyacinthe lors d'une élection partielle en 1904. Il meurt en fonction à l'âge de 51 ans le 31 août 1904 après avoir servi seulement 198 jours. 